# Sarajin sigan
Sarajin sigan (사라진 시간?), noto anche con il titolo internazionale Me and Me, è un film del 2020 scritto e diretto da Jung Jin-young.

## Trama
Hyeong-goo è un investigatore che si ritrova a indagare sull'incendio, che sospetta essere di origine dolosa, di un'abitazione in un piccolo paese di campagna, durante il quale muore la giovane coppia che ci abitava. Una mattina, Hyeong-goo si risveglia proprio in quella casa: nessuno ricorda che sia mai andata a fuoco e persino la famiglia, la casa e il lavoro del detective sembrano non essere mai esistiti.

## Distribuzione
In Corea del Sud la pellicola è stata distribuita dalla Acemaker Movie Works, a partire dal 18 giugno 2020.